# Harry Dennison
Harry Dennison (4 tháng 11 năm 1894 – 15 tháng 12 năm 1947) là một cầu thủ bóng đá người Anh thi đấu ở vị trí tiền đạo cho Blackburn Rovers, Rochdale, Wigan Borough và Stockport County.
Ngày 8 tháng 4 năm 1911, lúc 16 tuổi 155 ngày, ông ra mắt cho Blackburn trước Bristol City, trở thành cầu thủ trẻ nhất ra sân cho câu lạc bộ.